# プーノ県
プーノ県（Puno (スペイン語発音: [ˈpuno])）は、ペルーを構成する24の県の1つである。

## 隣接する県
- マードレ・デ・ディオス県
- ラパス県
- タクナ県
- モケグア県
- アレキパ県
- クスコ県

## 主要な都市
- プーノ（県都）
- フリアカ（サンロマン郡）

## 自然
- チチカカ湖